# Église Notre-Dame de Courtaoult
L'église Notre-Dame de Courtaoult est une église située à Courtaoult, en France.

## Localisation
L'église est située sur la commune de Courtaoult, dans le département français de l'Aube.

## Historique
L'édifice est inscrit au titre des monuments historiques en 1926.